# Quake Minus One
Quake Minus One, a volte scritto anche Quake Minus 1, è un videogioco strategico in tempo reale fantascientifico con sequenze d'azione in prima persona, pubblicato a inizio 1986 per Commodore 64 dalla Monolith, un'etichetta appena fondata dal produttore britannico Beyond Software. Venne realizzato da Warren Foulkes e Mike Singleton (all'epoca noto per The Lords of Midnight). La stampa britannica lo giudicò spesso un gioco di non facile apprendimento, con valutazioni complessive dal medio al molto buono.

## Trama
La grande centrale geotermica Titan, situata sul fondo dell'Atlantico, è controllata da cinque computer detti "Titani", ciascuno con una propria funzione e una propria flotta di mezzi automatici che viaggiano per le strade del complesso. Il Fronte di Liberazione dei Robot, un'organizzazione terroristica, ha preso il controllo di quattro Titani e sta per sabotare la centrale, causando un enorme terremoto (da cui il titolo, traducibile "meno uno alla scossa"). L'ultimo Titano rimasto sotto controllo legale, Hermes, deve distruggere o riconquistare gli altri prima che sia troppo tardi.

## Modalità di gioco
Il giocatore può selezionare e controllare uno alla volta i propri robot mobili, che si muovono lungo le strade rettilinee del grande complesso a pianta esagonale. Ogni tipo di robot ha proprie caratteristiche, ed è dotato di circa quattro armamenti offensivi o difensivi su otto possibili. Le strade appaiono gialle se sotto il proprio controllo o rosse se in mano al nemico.
Ai lati delle strade si incontrano numerose installazioni di vari tipi con diverse funzioni, ad esempio le fabbriche che riparano i robot e i serbatoi che li riforniscono, i bunker e le piattaforme che hanno propri armamenti, le torri di controllo agli incroci che determinano il possesso delle strade. Sulla carreggiata si possono incontrare i robot avversari e talvolta rocce ostacolanti. Gli armamenti permettono di distruggere in vari modi nemici e strutture, i raggi ionici in particolare permettono di conquistare certe strutture.
La schermata di gioco è divisa in due parti, in alto si ha la visuale sull'azione e in basso la complessa area comandi. Nella visuale in alto il giocatore può scegliere di visualizzare la mappa del complesso, mostrata un po' alla volta con scorrimento in tutte le direzioni; quando si è in modalità mappa il tempo viene messo in pausa e si possono selezionare le unità con un cursore che scorre lungo le strade. Quando si prende il controllo di un robot l'azione è in tempo reale, con visuale tridimensionale in prima persona e un mirino per le armi; il robot può muoversi linearmente lungo le strade e ruotare su sé stesso solo quando è fermo.
La metà inferiore dello schermo è ulteriormente suddivisa in varie aree di controllo. Sulla destra ci sono le icone di comando, variabili a seconda del contesto. Sulla sinistra una minimappa dell'intero complesso indica il possesso degli incroci e, con una freccia, la posizione e orientamento dell'attuale visuale. Altri indicatori includono icone delle armi, stato dei danni dell'unità, livelli di carburante ed energia, orologio.
Si ha un tempo limitato per completare la missione, ma è possibile anche la sconfitta immediata se il nemico arriva a distruggere la base di Hermes. Se il giocatore sconfigge invece la base di un altro Titano, i suoi robot diverranno inattivi se la base è distrutta o passeranno in mano al giocatore se la base è catturata.